# Dionisio Memmo

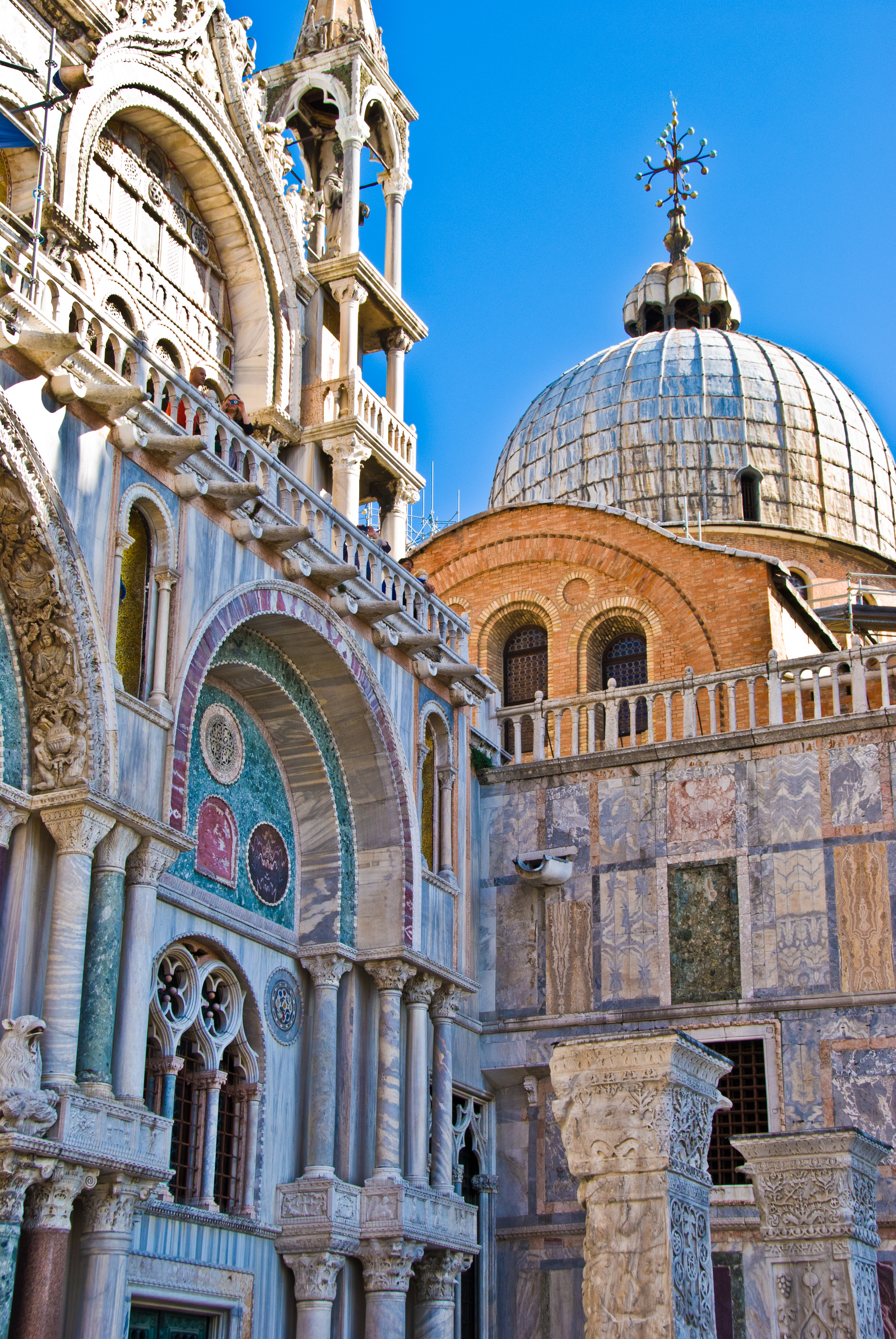
San Marco basiliek in Venetië, destijds de huisbasiliek van de doges

Dionisio Memmo of Memo (Venetië, eind 15e eeuw - overleden na 1539) was organist in de San Marcobasiliek in Venetië, hoofdstad van de republiek Venetië. 
Hij bracht evenwel het grootste deel van zijn muzikale carrière door buiten de republiek: in Londen en Santiago de Compostela.

## Levensloop
Hij was een telg van de patriciërsfamilie Memmo in Venetië. Memmo werd kruisheer. Het was in deze kloosterorde dat hij een muzikale opleiding kreeg. In het begin van de jaren 1500 werd hij zanger in de Cappella di San Marco, het zangkoor in de basiliek van de doge. Van 1507 tot 1516 was Memmo organist van de basiliek, een aanstelling die hem een jaarlijks salaris opleverde van zestig dukaten. Daarnaast musiceerde hij van 1511 tot 1516 regelmatig in Mantua; Frederik II Gonzaga, hertog van Mantua, trok hem aan om voor hem orgel en klavecimbel te spelen.
Zijn carrière wijzigde in 1516. Hij trok naar Londen waar hij werkte tot 1525. Aangekomen in Londen (1516) introduceerde de ambassadeur van Venetië, Sebastiano Giustinian, hem aan het Engelse hof. Zo speelde Memmo voor kardinaal Thomas Wolsey, koningin Catharina van Aragon en koning Hendrik VIII. Deze laatste was onder de indruk en verzocht Memmo een motet te componeren. Voor Hendrik VIII componeerde hij het motet Memor esto verbi tui servo tuo, in quo mihi spem dedisti voor vier stemmen (1517). Hendrik VIII wou Memmo benoemen tot hoofd van de koninklijke muziekkapel; een storend element was dat Memmo een kloosterling was. Hendrik VIII schreef naar paus Leo X om Memmo te schorsen als kruisheer. De paus deed dit. Memmo ontving vervolgens de benoeming tot hoofd van de koninklijke muziekkapel. Dit bezorgde hem een goed jaarinkomen, zoals hij schreef in brieven naar huis. Bovendien kreeg hij inkomsten voor orgelspel in de bisdommen Coventry en Lichfield. In 1517 woedde de pest in Londen: Hendrik VIII trok zich terug in Windsor Castle zonder familie en zonder hofhouding; Memmo nam hij echter mee naar Windsor. Deze moest voor de koning soms vier uren naeen spelen. 
Memmo’s functie was zo belangrijk dat elke ambassadeur van Venetië zich baseerde op informatie verteld door Memmo. Zo kon de ambassadeur omstandig de Senaat in Venetië inlichten. Memmo organiseerde alle muzikale optredens voor dansfeesten, recepties voor buitenlandse ambassadeurs en hofbanketten. Tevens was hij muziekleraar voor prinses Maria, dochter van Hendrik VIII en Catharina. In 1525 vreesde Memmo voor zijn leven en vluchtte weg. 
In Venetië was de Senaat op de hoogte dat hij naar Portugal zou vluchten. In Portugal geraakte hij niet want zijn schip leidde schipbreuk in de Golf van Biskaje. Vervolgens geraakte Memmo in 1526 terecht in de kathedraal van Santiago de Compostela in Spanje. Zijn orgelmuziek leverde hem faam in Compostela op. Zo werd Memmo benoemd tot organist van Compostela. Na 1539 vernamen de Venetianen niets meer over Memmo. Het enige nieuws dat de dogestad bereikte was dat de partituren van het motet Memor esto verloren gegaan waren.